# Contenido
Contenido ist ein freies Web-Content-Management-System. Das Open-Source-Projekt wurde im Jahre 2000 von der four for business AG initiiert und wird von dieser sowie weiteren Programmierern aus der Contenido-Community weiterentwickelt. Die auf PHP und MySQL basierende Software steht unter der GNU General Public License.
Support wird durch die Anwendergemeinde (Forum, FAQ, Wiki) geleistet, im Forum finden sich auch freie Entwickler.

## Bedienung
Contenido wird auf einem Webserver mit einem Webbrowser gesteuert. Für die Bedienung ist keine Zusatzsoftware beim Redakteur erforderlich. Die Verwaltung (das sogenannte Backend) ist der im Webbrowser sichtbare Teil von Contenido, in dem Inhalte erstellt und bearbeitet werden. Ein Editor erlaubt auch Anwendern ohne HTML-Kenntnisse redaktionelle Arbeit zu erledigen.

## Funktionsweise

### Das Prinzip
Contenido trennt Layout, Funktionalität und Inhalt.
Das System organisiert sämtliche Artikel in einer Baumstruktur (auch Kategoriebaum genannt). Der Redakteur weist entweder der Kategorie oder dem Artikel ein Template zu und kann, sofern dies in den Modulen vorgesehen wurde, den Inhalt bearbeiten. Das umfangreiche Rechtemanagement von Contenido ermöglicht eine große Auswahl an Berechtigungsstufen. Dank der Multimandatenfähigkeit können unterschiedliche Seiten unabhängig voneinander über eine Installation gepflegt und verwaltet werden. Je nach Mandant können beliebig viele anderssprachige Duplikate der Seite angelegt, Inhalte damit synchronisiert, übersetzt und publiziert werden.
Einer der großen Vorteile von Contenido ist die flexible Erweiterbarkeit durch Module und Plugins. Module decken hierbei mehr die Erweiterung des Frontends ab, Plugins werden meist zum Ausbau der Backendfunktionalität genutzt.

### Module
Module sind in Contenido die 1. Wahl, um das System mit Funktionen und Features zu erweitern. Im Demomandanten werden bereits viele Module für den Aufbau einer Webseite mitgeliefert (Artikelteaser, Navigation, Login etc.). Module gliedern sich in einen Input- und einen Outputteil, wobei der Input für die Konfiguration des Moduls zuständig ist, und der Output die Datenverarbeitung und die Darstellung für das Frontend bereitstellt. Durch den möglichen Einsatz von PHP, MySQL, JavaScript und/oder purem (X)HTML lassen sich hierbei schon (fast) alle Ideen und Wünsche umsetzen. Viele Zusatzmodule findet man im Modulbereich des Forums (Gästebuch, Terminliste, Up- und Downloadmodul, erweiterte Artikellisten etc.).
Von Contenido mitgelieferte CMS-Types ergänzen das Angebot im Modulbereich. CMS-Types sind kleine Widgets, welche oft genutzte Funktionen wie z. B. Artikelteaser oder Downloadlisten, auf einfache Weise zur Verfügung stellen.
Detaillierte Informationen zu Modulen für Contenido findet man im Contenido Wiki.

### Plugins
Plugins können sowohl das Backend aber auch Contenido selbst funktionell erweitern. Oft werden sie in Kombination mit Frontendmodulen oder der Contenido Extensions Chain eingesetzt. Contenido selbst liefert bereits fest installierte Plugins wie ein WorkFlow-, Linkchecker- oder Content Allocation-Plugin mit. Das bei der Installation auswählbare Newslettersystem kann aufgrund seiner zu starken Integration in den Core nicht mehr als Plugin bezeichnet werden.
Detaillierte Informationen zu Plugins für Contenido findet man im Contenido Wiki.

### Contenido Extensions Chain (CEC)
Die Contenido Extension Chain, kurz CEC, ist eine von Contenido zur Verfügung gestellte Schnittstelle um Corefunktionen von Contenido sowohl im Backend als auch im Frontend zu erweitern. Im Contenido Core sind hierfür definierte Einsprungpunkte integriert, welche dem Entwickler Zugriff auf dort gerade in Verarbeitung befindliche Daten und (eingeschränkt) auf die Darstellung im Backend geben. So nutzt beispielsweise das Workflow-Plugin ausgiebig die CEC im Artikelbereich.

### Sonstiges
Mit Contenido können barrierefreie Webseiten erstellt werden.

## Entwicklung
Die Hauptentwicklung wird von 4fb und ausgewählten Entwicklern aus der Community übernommen, wobei 4fb die Projektleitung übernimmt und den Entwicklern benötigte Ressourcen wie Bugtracker oder SVN zur Verfügung stellt. Zukünftig ist, laut Aussage von 4fb bei Communido 2010, eine noch engere Zusammenarbeit mit und mehr Mitspracherecht von der Community geplant.
Der aktuelle Versionszweig 4.9 wurde am 13. August 2013 gestartet. Die zuvor stabile Version 4.8
wurde aufgrund der hohen Verbreitung noch bis zum 31. Dezember 2015 mit unregelmäßigen Aktualisierungen betreut. Für die veraltete Version 4.6, die noch unter PHP 4 lauffähig ist, wurde der Support Ende Oktober 2010 eingestellt.
Modifikationen sind jederzeit möglich, die Erweiterungen und Änderungen übernimmt hauptsächlich das Unternehmen.

## Kritik
Im Laufe der Jahre wurden immer wieder Stimmen laut, dass die Community nicht aktiv an der Weiterentwicklung beteiligt würde. Außerdem wird innerhalb der Community bemängelt, dass es keine öffentliche Roadmap für die Weiterentwicklung gibt und von four for business keine Informationen über die Arbeit an dem CMS bekanntgegeben werden.

### Bücher
- Markus Hübner: Contenido für Einsteiger 4.8 ePubli, 2010. – nicht mehr erhältlich
- Markus Hübner: Contenido für Einsteiger 4.9 ePubli, 2014. – nicht mehr erhältlich
- Markus Hübner: CONTENIDO für Einsteiger 4.9.x ePubli, 2017. (Details)